# Far East Cup i alpin skidåkning 2017/2018
Far East Cup i alpin skidåkning 2016/2017 är den 19:e upplagan av Far East Cup. Den inleddes i kinesiska Wanlong Ski Resort den 6 december 2017 och avslutades den 23 mars 2018 i japanska Ontake.
Regerande vinnare från föregående säsong är Asa Ando, Japan och Pavel Trichitjev, Ryssland.

## Beskrivning
| DH | Störtlopp                           |
| SG | Super-G                             |
| GS | Storslalom                          |
| SL | Slalom                              |
| P  | Parallellstorslalom/Parallellslalom |
| CE | Stadsevenemang                      |
| AK | Alpin kombination                   |
| LT | Lagtävling                          |

## Tävlingsschema och resultat

### Herrar
| Datum                                       | Plats                   | Disciplin | Etta              | Tvåa              | Trea              | Detaljer |
| ------------------------------------------- | ----------------------- | --------- | ----------------- | ----------------- | ----------------- | -------- |
| 6 december 2017                             | Wanlong Ski             | SL        | Ondrej Berndt     | Hideyuki Narita   | Michal Jasiczek   | Resultat |
| 7 december 2017                             | Wanlong Ski             | SL        | Ondrej Berndt     | Hideyuki Narita   | Michal Jasiczek   | Resultat |
| 8 december 2017                             | Wanlong Ski             | GS        | Vladislav Novikov | Sung Hyun Kyung   | Julian Busta      | Resultat |
| 9 december 2017                             | Wanlong Ski             | GS        | Vladislav Novikov | Sung Hyun Kyung   | Tobias Hedström   | Resultat |
| 13 december 2017                            | Songhua Lake Ski Resort | SL        | Hideyuki Narita   | Tobias Hedström   | Jan Zabystran     | Resultat |
| 14 december 2017                            | Songhua Lake Ski Resort | SL        | Hideyuki Narita   | Jesper Brändholm  | Jan Zabystran     | Resultat |
| 15 december 2017                            | Songhua Lake Ski Resort | GS        | Cedric Noger      | Vladislav Novikov | Jesper Brändholm  | Resultat |
| 16 december 2017                            | Songhua Lake Ski Resort | GS        | Cedric Noger      | Jesper Brändholm  | Sung Hyun Kyung   | Resultat |
| 8 januari 2018                              | High1 Resort            | GS        | Charlie Raposo    | Cedric Noger      | Alexey Zhilin     | Resultat |
| 9 januari 2018                              | High1 Resort            | GS        | Cedric Noger      | Vladislav Novikov | Masanori Shin     | Resultat |
| 10 januari 2018                             | High1 Resort            | SL        | Joaquim Salarich  | Simon Efimov      | Matej Falat       | Resultat |
| 11 januari 2018                             | High1 Resort            | SL        | Juan Del Campo    | Simon Efimov      | Yohei Koyama      | Resultat |
| 12 januari 2018                             | High1 Resort            | AK        | Matej Falat       | Albert Ortega     | Alexey Zhilin     | Resultat |
| 12 januari 2018                             | High1 Resort            | SG        | Hideyuki Narita   | Albert Ortega     | Vladislav Novikov | Resultat |
| 15 januari 2018                             | High1 Resort            | SL        |                   |                   |                   | Resultat |
| 16 januari 2018                             | High1 Resort            | SL        |                   |                   |                   | Resultat |
| Olympiska vinterspelen 2018 (9–25 februari) |                         |           |                   |                   |                   |          |
| 5 mars 2018                                 | Engaru                  | GS        |                   |                   |                   | Resultat |
| 6 mars 2018                                 | Engaru                  | SL        |                   |                   |                   | Resultat |
| 7 mars 2018                                 | Engaru                  | SL        |                   |                   |                   | Resultat |
| 9 mars 2018                                 | Sapporo teine           | GS        |                   |                   |                   | Resultat |
| 10 mars 2018                                | Sapporo teine           | GS        |                   |                   |                   | Resultat |
| 11 mars 2018                                | Sapporo teine           | SL        |                   |                   |                   | Resultat |
| 14 mars 2018                                | Yuzhno-Sakhalinsk       | SG        |                   |                   |                   | Resultat |
| 15 mars 2018                                | Yuzhno-Sakhalinsk       | SG        |                   |                   |                   | Resultat |
| 16 mars 2018                                | Yuzhno-Sakhalinsk       | AK        |                   |                   |                   | Resultat |
| 16 mars 2018                                | Yuzhno-Sakhalinsk       | SG        |                   |                   |                   | Resultat |
| 17 mars 2018                                | Yuzhno-Sakhalinsk       | GS        |                   |                   |                   | Resultat |
| 18 mars 2018                                | Yuzhno-Sakhalinsk       | GS        |                   |                   |                   | Resultat |
| 19 mars 2018                                | Yuzhno-Sakhalinsk       | SL        |                   |                   |                   | Resultat |
| 20 mars 2018                                | Yuzhno-Sakhalinsk       | SL        |                   |                   |                   | Resultat |
| 22 mars 2018                                | Ontake                  | SG        |                   |                   |                   | Resultat |
| 23 mars 2018                                | Ontake                  | SG        |                   |                   |                   | Resultat |
| 23 mars 2018                                | Ontake                  | SG        |                   |                   |                   | Resultat |

### Damer
| Datum                                       | Plats                   | Disciplin | Etta              | Tvåa              | Trea               | Detaljer |
| ------------------------------------------- | ----------------------- | --------- | ----------------- | ----------------- | ------------------ | -------- |
| 6 december 2017                             | Wanlong Ski             | SL        | Asa Ando          | Neja Dvornik      | Yukina Tomii       | Resultat |
| 7 december 2017                             | Wanlong Ski             | SL        | Asa Ando          | Sakurako Mukogawa | Neja Dvornik       | Resultat |
| 8 december 2017                             | Wanlong Ski             | GS        | Sakurako Mukogawa | Asa Ando          | Elena Sandulli     | Resultat |
| 9 december 2017                             | Wanlong Ski             | GS        | Asa Ando          | Haruna Ishikawa   | Sakurako Mukogawa  | Resultat |
| 13 december 2017                            | Songhua Lake Ski Resort | SL        | Neja Dvornik      | Sakurako Mukogawa | Haruna Ishikawa    | Resultat |
| 14 december 2017                            | Songhua Lake Ski Resort | SL        | Sakurako Mukogawa | Neja Dvornik      | Yoko Ishijima      | Resultat |
| 15 december 2017                            | Songhua Lake Ski Resort | GS        | Sakurako Mukogawa | Mia Arai          | Haruna Ishikawa    | Resultat |
| 16 december 2017                            | Songhua Lake Ski Resort | GS        | Sakurako Mukogawa | Haruna Ishikawa   | Mia Arai           | Resultat |
| 8 januari 2018                              | High1 Resort            | GS        | Haruna Ishikawa   | Mia Arai          | Miki Ishibashi     | Resultat |
| 9 januari 2018                              | High1 Resort            | GS        | Mia Arai          | Sakurako Mukogawa | Miki Ishibashi     | Resultat |
| 10 januari 2018                             | High1 Resort            | SL        | Yukina Tomii      | Sakurako Mukogawa | Haruna Ishikawa    | Resultat |
| 11 januari 2018                             | High1 Resort            | SL        | Sakurako Mukogawa | Chisaki Maeda     | Youngseo Kang      | Resultat |
| 12 januari 2018                             | High1 Resort            | AK        | Sakurako Mukogawa | Haruna Ishikawa   | Vladislava Bureeva | Resultat |
| 12 januari 2018                             | High1 Resort            | SG        | Sakurako Mukogawa | Haruna Ishikawa   | Makiko Arai        | Resultat |
| 15 januari 2018                             | High1 Resort            | SL        |                   |                   |                    | Resultat |
| 16 januari 2018                             | High1 Resort            | SL        |                   |                   |                    | Resultat |
| Olympiska vinterspelen 2018 (9–25 februari) |                         |           |                   |                   |                    |          |
| 5 mars 2018                                 | Engaru                  | GS        |                   |                   |                    | Resultat |
| 6 mars 2018                                 | Engaru                  | SL        |                   |                   |                    | Resultat |
| 7 mars 2018                                 | Engaru                  | SL        |                   |                   |                    | Resultat |
| 9 mars 2018                                 | Sapporo teine           | GS        |                   |                   |                    | Resultat |
| 10 mars 2018                                | Sapporo teine           | GS        |                   |                   |                    | Resultat |
| 11 mars 2018                                | Sapporo teine           | SL        |                   |                   |                    | Resultat |
| 14 mars 2018                                | Yuzhno-Sakhalinsk       | SG        |                   |                   |                    | Resultat |
| 15 mars 2018                                | Yuzhno-Sakhalinsk       | SG        |                   |                   |                    | Resultat |
| 16 mars 2018                                | Yuzhno-Sakhalinsk       | AK        |                   |                   |                    | Resultat |
| 16 mars 2018                                | Yuzhno-Sakhalinsk       | SG        |                   |                   |                    | Resultat |
| 17 mars 2018                                | Yuzhno-Sakhalinsk       | GS        |                   |                   |                    | Resultat |
| 18 mars 2018                                | Yuzhno-Sakhalinsk       | GS        |                   |                   |                    | Resultat |
| 19 mars 2018                                | Yuzhno-Sakhalinsk       | SL        |                   |                   |                    | Resultat |
| 20 mars 2018                                | Yuzhno-Sakhalinsk       | SL        |                   |                   |                    | Resultat |
| 22 mars 2018                                | Ontake                  | SG        |                   |                   |                    | Resultat |
| 23 mars 2018                                | Ontake                  | SG        |                   |                   |                    | Resultat |
| 23 mars 2018                                | Ontake                  | SG        |                   |                   |                    | Resultat |